# NGC 4480
NGC 4480 (również PGC 41317 lub UGC 7647) – galaktyka spiralna z poprzeczką (SBc), znajdująca się w gwiazdozbiorze Panny. Odkrył ją William Herschel 2 lutego 1786 roku. Należy do Gromady w Pannie.